# Sergio Padrón
Sergio José Padrón Moreno (La Habana; 5 de diciembre de 1933-12 de abril de 2023) fue un destacado jugador y entrenador de fútbol cubano.

## Trayectoria

### Como entrenador
Llegado a entrenador en 1966, dirigió al club 10 de Octubre, Industriales y La Habana. En 1974 entrenó a la selección de Cuba durante dos años, período en el que ganó el medalla de oro en los Juegos Centroamericanos y del Caribe de 1974 en Santo Domingo.
Su mayor éxito fue la clasificación para los Juegos Olímpicos de Montreal 1976. También tuvo la oportunidad de dirigir durante la clasificación para el Mundial de 1978.

## Clubes

### Como jugador
| Club          | País | Año       |
| ------------- | ---- | --------- |
| San Francisco | Cuba | 1951-1961 |
| Industriales  | Cuba | 1963-1965 |
| La Habana     | Cuba | 1965-1966 |

### Como entrenador
| Club              | País | Año       |
| ----------------- | ---- | --------- |
| 10 de Octubre     | Cuba | 1966-1967 |
| Agricultores      | Cuba | 1967-1968 |
| La Habana         | Cuba | 1968-1969 |
| Selección de Cuba | Cuba | 1974-1976 |

## Palmarés

### Títulos nacionales
| Título              | Equipo        | País | Año  |
| ------------------- | ------------- | ---- | ---- |
| Campeonato Nacional | San Francisco | Cuba | 1951 |
| Campeonato Nacional | San Francisco | Cuba | 1952 |
| Campeonato Nacional | San Francisco | Cuba | 1953 |
| Campeonato Nacional | San Francisco | Cuba | 1954 |
| Campeonato Nacional | San Francisco | Cuba | 1955 |
| Campeonato Nacional | San Francisco | Cuba | 1957 |
| Campeonato Nacional | Industriales  | Cuba | 1963 |
| Campeonato Nacional | Industriales  | Cuba | 1964 |
| Campeonato Nacional | La Habana     | Cuba | 1965 |